# The Spy (serie televisiva)
The Spy è una miniserie televisiva di 6 episodi scritta e diretta da Gideon Raff e Max Perry e distribuita in Francia da OCS e a livello internazionale da Netflix.
L'opera è basata sulla vita della spia israeliana del Mossad Eli Cohen, che viene interpretato da Sacha Baron Cohen. La serie è una coproduzione tra Canal+ e Netflix.
Il primo trailer è stato pubblicato il 28 agosto 2019. La serie è stata distribuita su Netflix il 6 settembre 2019.

## Trama
The Spy è una miniserie di Netflix basata sul libro L'espion qui venait d'Israël (in Inglese: The Spy From Israel) scritto da Ben Dan e Yeshayahu Ben Porat ispirata dalla vera storia di Eli Cohen, famosa spia che negli anni '60 si infiltrò nei più alti ranghi del governo siriano e passò al Mossad importanti informazioni che influenzarono le decisioni politiche ed economiche degli anni seguenti, dando forma al Medio Oriente di oggi. Scritto e diretto da Gideon Raff, l'ideatore della serie israeliana che ha ispirato Homeland, il dramma ha come protagonista Sacha Baron Cohen nei panni del celebre agente segreto, figlio di ebrei egiziani, che nel 1961 ricevette dall'intelligence israeliana una nuova identità: quella di Kamal Amin Thaabet, uomo d'affari benestante emigrato in Argentina per cercare contatti interessanti.
Con questo nuovo nome, Cohen cominciò a tessere una fitta rete di legami, conquistandosi la fiducia di personaggi di rilievo come il funzionario militare Amin al-Hafiz (Waleed Zuaiter), che in seguito sarebbe diventato il presidente della Siria. Trasferitosi a Damasco nel 1962, grazie ai suoi nuovi amici, Kamal si addentrò in poco tempo nei circoli politici del paese, iniziando a trasmettere ai servizi segreti israeliani tutte le informazioni che riusciva a reperire sui piani militari della Siria. Ben presto, però, il confine tra la sua vera identità e il suo alter ego iniziò a farsi sempre più confuso e instabile, portandolo a poco a poco verso il declino e la morte. Il resto del cast include Noah Emmerich nei panni di Dan Peleg e Hadar Ratzon Rotem in quelli della moglie di Cohen, Nadia, oltre ad Alexander Siddig) e Alona Tal.

## Puntate
| n. | Titolo originale          | Titolo italiano                   | Pubblicazione    |
| -- | ------------------------- | --------------------------------- | ---------------- |
| 1  | The Immigrant             | L'immigrato                       | 6 settembre 2019 |
| 2  | What's New, Buenos Aires? | Cosa c'è di nuovo a Buenos Aires? | 6 settembre 2019 |
| 3  | Alone in Damascus         | Da solo a Damasco                 | 6 settembre 2019 |
| 4  | The Odd Couples           | Le strane coppie                  | 6 settembre 2019 |
| 5  | Fish Gotta Swim           | I pesci nuotano                   | 6 settembre 2019 |
| 6  | Home                      | A casa                            | 6 settembre 2019 |